# Heterotis arenaria
Heterotis arenaria är en tvåhjärtbladig växtart som beskrevs av Jacq.-fel.. Heterotis arenaria ingår i släktet Heterotis och familjen Melastomataceae. Inga underarter finns listade i Catalogue of Life.